# 下十字架 (布龙齐诺)
《下十字架》是意大利艺术家布龙齐诺的一幅画作，完成于 1545 年。现藏于法国贝桑松美术博物馆。  布龙齐诺的副本现藏于佛罗伦萨旧宫。这幅画描绘耶稣从十字架上被取下时的所有人物 ，是晚期风格主义的典型例证。